# Рохонці Ут (стадіон)
«Рохонці Уті Стадіон» (угор. Rohonci úti stadion) — колишній багатофункціональний стадіон у місті Бекешчаба, Угорщина, у минулому домашня арена ФК «Бекешчаба 1912».
Стадіон побудований та відкритий 1923 року. У 2008 році реконструйований. 2016 року знятий з експлуатації та демонтований.